# Raïon de Louninets
Le raïon de Louninets (en biélorusse : Лунінецкі раён, Louninetski raïon ; en russe : Лунинецкий район, Louninetski raïon) est une subdivision de la voblast de Brest, en Biélorussie. Son centre administratif est la ville de Louninets.

## Géographie
Le raïon couvre une superficie de 2 708,51 km2, dans l'est de la voblast. Le raïon de Louninets est limité au nord par le raïon de Hantsavitchy, à l'est par la voblast de Minsk (raïon de Salihorsk) et la voblast de Homiel (raïon de Jytkavitchy), au sud par le raïon de Stoline et à l'ouest par le raïon de Pinsk.

## Histoire
Le raïon de Louninets fut établi le 15 janvier 1940 comme subdivision de la nouvelle voblast de Pinsk, créée le 4 décembre 1939 sur le territoire de la partie orientale de la Pologne, annexée par l'Union soviétique. Après la suppression de la voblast de Pinsk, en 1954, il fut rattaché à la voblast de Brest.

## Population

### Démographie
Les résultats des recensements (*) montrent un accroissement de la population du raïon jusqu'aux années 1980, suivi par un déclin qui s'est accéléré au cours des premières années du XXIe siècle.
| 1959*  | 1970*  | 1979*  | 1989*  | 1999*  | 2009*  |
| ------ | ------ | ------ | ------ | ------ | ------ |
| 70 072 | 75 806 | 77 258 | 82 237 | 80 541 | 73 200 |

### Nationalités
Selon les résultats du recensement de 2009, la population du raïon se composait de deux nationalités principales :
- 96,17 % de Biélorusses ;
- 2,54 % de Russes.

### Langues
En 2009, la langue maternelle était le biélorusse pour 76,8 % des habitants du raïon de Louninets et le russe pour 21,9 %. Le biélorusse était parlé à la maison par 45,5 % de la population et le russe par 53,1 %.